# Contea di Navarro
La contea di Navarro in inglese Navarro County è una contea dello Stato del Texas, negli Stati Uniti. La popolazione al censimento del 2010 era di 47 735 abitanti. Il capoluogo di contea è Corsicana. La contea prende il nome da José Antonio Navarro, un leader dei Tejanos durante la Guerra d'indipendenza del Texas.

## Geografia fisica
| Anno | Popolazione | ±%     |
| ---- | ----------- | ------ |
| 1850 | 2,190       | Note:  |
| 1860 | 5,996       | 173.8% |
| 1870 | 8,879       | 48.1%  |
| 1880 | 21,702      | 144.4% |
| 1890 | 26,373      | 21.5%  |
| 1900 | 43,374      | 64.5%  |
| 1910 | 47,070      | 8.5%   |
| 1920 | 50,624      | 7.6%   |
| 1930 | 60,507      | 19.5%  |
| 1940 | 51,308      | −15.2% |
| 1950 | 39,916      | −22.2% |
| 1960 | 34,423      | −13.8% |
| 1970 | 31,150      | −9.5%  |
| 1980 | 35,323      | 13.4%  |
| 1990 | 39,926      | 13.0%  |
| 2000 | 45,124      | 13.0%  |
| 2010 | 47,735      | 5.8%   |

Secondo l'Ufficio del censimento degli Stati Uniti d'America la contea ha un'area totale di 1086 miglia quadrate (2810 km²), di cui 1010 miglia quadrate (2600 km²) sono terra, mentre 76 miglia quadrate (200 km², corrispondenti al 7,0% del territorio) sono costituiti dall'acqua.

### Strade principali
- Interstate 45
- U.S. Highway 287
- State Highway 14
- State Highway 22
- State Highway 31
- State Highway 75
- State Highway 309

### Contee adiacenti
- Henderson County (nord-est)
- Freestone County (sud-est)
- Limestone County (sud)
- Hill County (sud-ovest)
- Ellis County (nord-ovest)

## Media
I media locali includono KDFW-TV, KXAS-TV, WFAA-TV, KTVT-TV, KERA-TV, KTXA-TV, KDFI-TV, KDAF-TV, KETK-TV, KFWD-TV, KCEN-TV, KWTX-TV, KXXV-TV, KDYW, e KWKT-TV